# Lecture Notes in Mathematics
Die Lecture Notes in Mathematics sind eine Reihe von Vorlesungsausarbeitungen, Forschungsmonographien und Sammelbänden von Kursen und Konferenzen, die bei Springer Science+Business Media erscheinen.
Bis 2016 sind über 2150 Bände erschienen. Der erste Band erschien 1964. Die Veröffentlichungen umfassen alle Bereiche der Mathematik.
In der Reihe erschienen unter anderem viele Sammelbände der Bourbaki-Seminare, fast alle der École d’Été de Probabilités de Saint-Flour und (bis auf einen Band) die Séminaire de géométrie algébrique du Bois Marie (SGA) von Alexander Grothendieck und seinen Schülern (IHES 1960 bis 1969).
Mitgründer und lange Zeit Herausgeber waren Albrecht Dold und Beno Eckmann.